# Port autònom de París

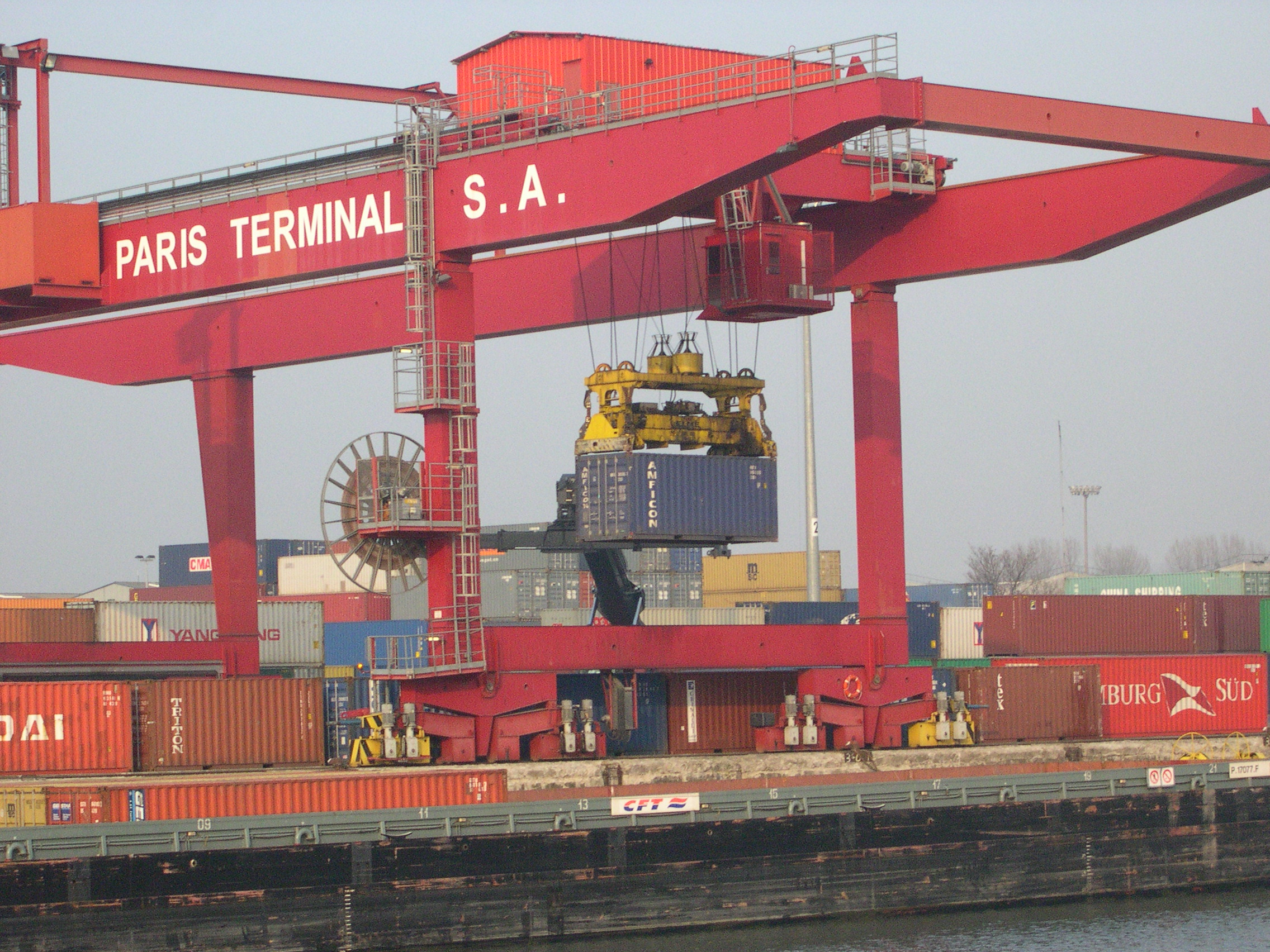
Descarrega d'una barca de contenidors Genevilliers

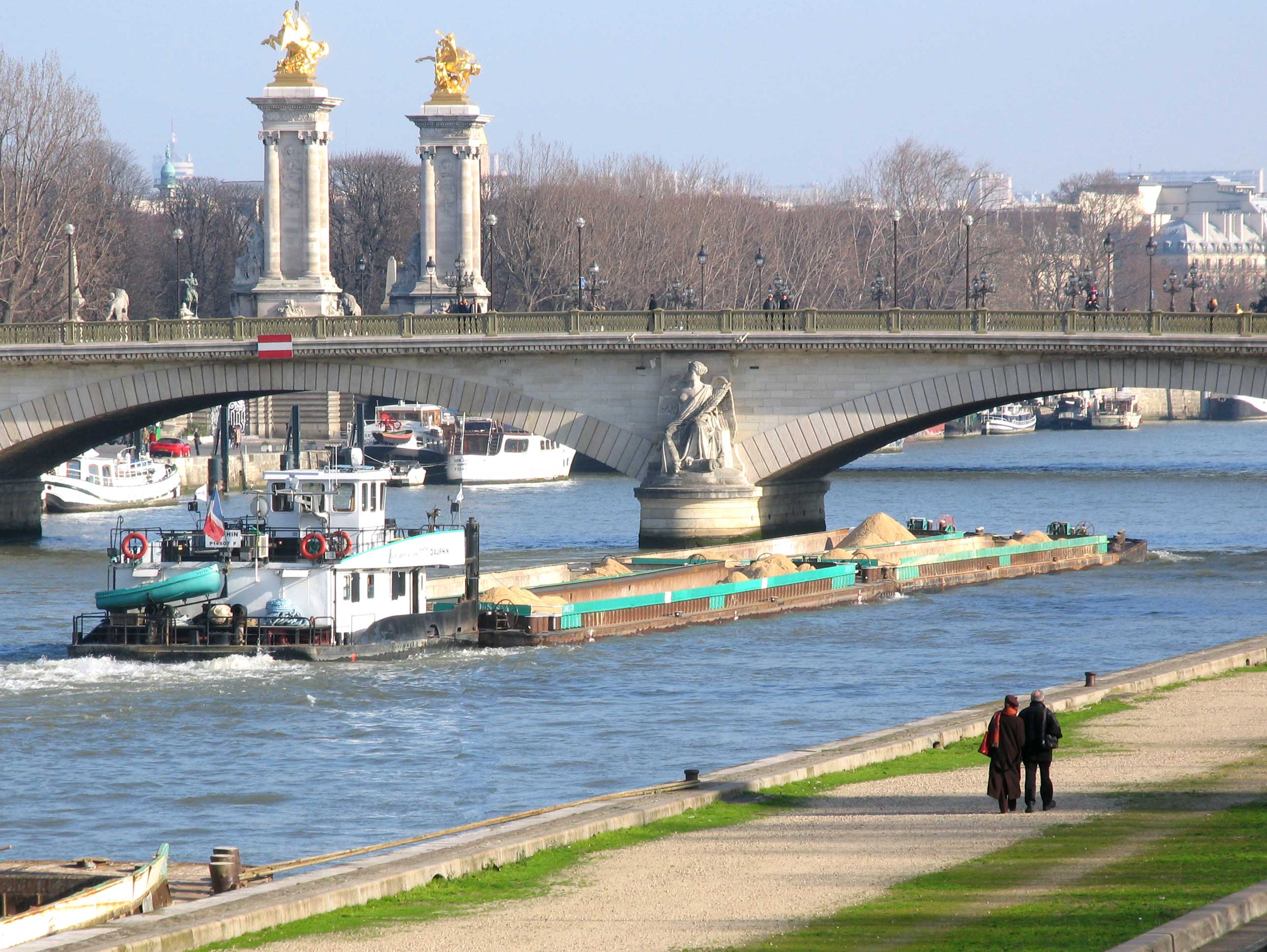
Un conjunt de 4 barcasses empeses carregades de sorra passa sota d'un pont de París

El port autònom de París (PAP) és l'organisme públic que administra les instal·lacions portuàries a les 500 km de vies navegables de l'Illa de França.
El PAP té un estatut de EPIC o Établissement public à caractère industriel et commercial (Establiment públic de caràcter industrial i comercial). Ocupa uns 200 persones i realitza un volum de negocis de 58 milions d'euros. El PAP administra uns 10 km² d'espais portuaris als marges del Sena, de l'Oise, del Marne i del Loing. És el primer port fluvial francès i el segon port europeu, rere Duisburg i abans del port autònom de Lieja.